# Episodios geoclimáticos del Cuaternario
Los episodios geoclimáticos del Cuaternario son los últimos ocurridos de este tipo, glaciaciones, en la historia geológica de la Tierra. Aunque han existido otros grandes periodos glaciares, algunos de ellos mucho más intensos que los del Cuaternario —como los ocurridos durante el Neoproterozoico, que convirtieron a la Tierra en una auténtica bola de nieve—, las glaciaciones del Pleistoceno son las más conocidas debido a que los registros geológicos están mucho mejor conservados.
Sin embargo, el número y la denominación de las glaciaciones cuaternarias está sujeto a un continuo debate. Es común que cada región del mundo ponga nombres diferentes a los episodios geoclimáticos y, aunque es posible correlacionarlos, a veces no se refieren exactamente al mismo tipo de fenómenos (cambios del nivel del mar, pluviaciones, glaciaciones, etc.). Quizá el método más universal para referirse a estos cambios climáticos del pasado sea hacer referencia a los estadios isótópicos del oxígeno, puesto que estos estadios registran cambios a nivel global y no regional.
| Antigüedad      | Norteamérica    | Europa atlántica | Magreb      | Europa mediterránea  | Europa del Norte   | Europa central | MIS                |
| --------------- | --------------- | ---------------- | ----------- | -------------------- | ------------------ | -------------- | ------------------ |
| 11 800 años     | Posglaciar      | Flandriense      | Mellahiense | Versiliense          |                    | Posglaciar     | 1                  |
| 80 000 años     | Wisconsin       | Devensiense      | Regresión   | Regresión            | Vistula o Weichsel | Würm           | 2-4, 5a-d          |
| 130 000 años    | Sangamoniense   | Ipswichiense     | Ouljiense   | Tirreniense II y III | Eemiense           | Riss-Würm      | 5e (7, 9?)         |
| 190 000 años    | Illinoiense     | Wolstoniense     | Regresión   | Regresión            | Saaliana           | Riss           | 6                  |
| 424 000 años    | Pre-Illinoiense | Hoxniense        | Anfatiense  | Tirreniense I        | Holsteiniano       | Mindel-Riss    | 11                 |
| 478 000 años    | Pre-Illinoiense | Angliense        | Regresión   | Regresión            | Elsteriana         | Mindel         | 12[cita requerida] |
| 866 000 años    | Pre-Illinoiense | Cromeriense      | Maarifiense | Siciliense           |                    | Günz-Mindel    | 13-21              |
| 1 100 000 años? | Pre-Illinoiense | Beestoniense     | Regresión   | Regresión            | Menapiana          | Günz           | 22-60?             |

1. ↑  Las fechas son aproximadas y varían según zonas y según estudios.
2. 1 2 3 4 5 6 7 8  Regresión: indica la ausencia de hielo en la zona concreta.
3. ↑  Los periodos glaciales e interglaciales conocidos antiguamente como Nebraska, Aftoniense, Kansan y Yarmoutianense se agrupan en uno único conocido como Pre-Illinoiense.

Notas: en negrita los periodos glaciales. En otras partes del planeta cada periodo puede recibir otros nombres.